# Paul Litjens

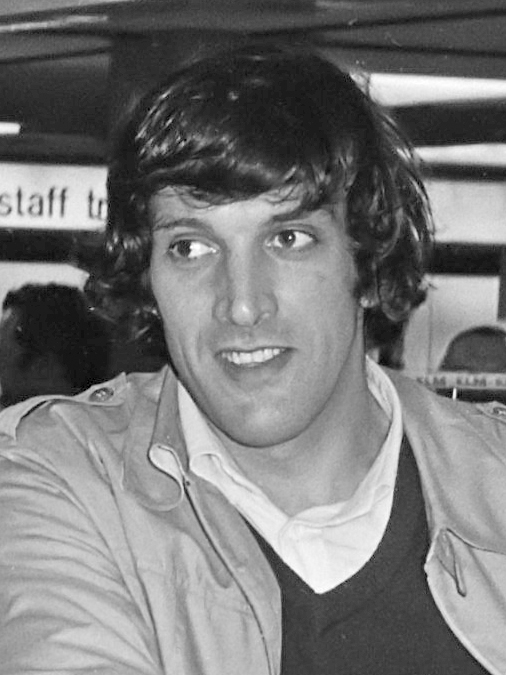
Paul Litjens (1978)

Paulus „Paul“ Tarcisius Maria Litjens (* 9. November 1947 in Loon op Zand; † 13. Dezember 2023) war ein niederländischer Hockeyspieler, der 1973 Weltmeister und 1978 Weltmeisterschaftszweiter war. Litjens war einer der erfolgreichsten Torschützen der Hockeygeschichte.

## Sportliche Karriere
Paul Litjens bestritt von 1971 bis 1982 177 Länderspiele für die niederländische Nationalmannschaft. In diesen 177 Länderspielen erzielte der Stürmer 267 Tore und ist damit niederländischer Rekordtorschütze.
Bei den Olympischen Spielen 1972 in München wurde Litjens nur in zwei Vorrundenspielen gegen Polen und Mexiko eingesetzt und erzielte keinen Treffer. Die niederländische Mannschaft erreichte den vierten Platz, erfolgreichster Torschütze des Turniers war der Niederländer Ties Kruize. Im Jahr darauf bei der Weltmeisterschaft 1973 in Amstelveen belegten die Niederländer in der Vorrunde den zweiten Platz hinter der Mannschaft Pakistans. Im Halbfinale gegen die deutsche Mannschaft gewannen die Niederländer genauso im Siebenmeterschießen wie im Finale gegen die Inder.
In den ersten Jahren seiner Nationalmannschaftskarriere war Litjens als Torjäger noch nicht so erfolgreich. Erst nachdem er sich im Nationalteam als Spezialist für Strafecken etablierte, erreichte er über Jahre einen Durchschnitt von mehr als einem Tor pro Spiel. Bei den Olympischen Spielen 1976 in Montreal war er mit elf Toren erfolgreichster Torschütze des Turniers. Die Niederländer gewannen ihre Vorrundengruppe, unterlagen aber im Halbfinale der neuseeländischen Mannschaft in der Verlängerung. Abschließend verloren sie auch das Spiel um die Bronzemedaille gegen Pakistan.
Litjens war mit 15 Toren der erfolgreichste Torschütze bei der Weltmeisterschaft 1978 in Buenos Aires. Die Niederländer belegten in ihrer Vorrundengruppe den zweiten Platz hinter Pakistan. Nach einem 3:2-Sieg im Halbfinale über die Australier trafen die Niederländer im Finale erneut auf Pakistan und unterlagen mit 2:3. Auch bei der Europameisterschaft 1978 in Hannover war Litjens mit 16 Toren erfolgreichster Torschütze. Auch hier erreichte die niederländische Mannschaft das Finale, verlor aber dann in der Verlängerung gegen die deutsche Mannschaft. 1980 verpasste Litjens seine dritte Olympiateilnahme wegen des Olympiaboykotts. 1981 wurde in Karatschi die Champions Trophy 1981 ausgetragen. Nachdem die ersten beiden Trophys von der Mannschaft Pakistans gewonnen worden waren, siegten 1981 die Niederländer.
Litjens spielte in den 1970er Jahren beim SV Kampong in Utrecht und war mit dieser Mannschaft mehrfach niederländischer Meister.
Er starb am 13. Dezember 2023 im Alter von 76 Jahren.